# Soungrougrou
Der Soungrougrou ist ein Fluss im afrikanischen Staat Senegal. 

## Geographie
Der Soungrougrou ist der wichtigste Nebenfluss des Casamance in dem südsenegalesischen Gebiet zwischen den Staaten Gambia und Guinea-Bissau, das traditionell als die Casamance bezeichnet wird. Das Quellgebiet des Flusses ist nördlich von Kolda zu finden und beginnt als Intermittierendes Gewässer, dessen Bett sich nur in der Regenzeit mit Wasser füllt. Er fließt in allgemeiner Westrichtung mit einem Talweg von 170 Kilometern dem Casamance zu. Kurz vor Marsassoum biegt der Fluss nach Süden um und behält diese Richtung für die letzten 25 Kilometer bis zur Mündung bei, die 27 Kilometer östlich von Ziguinchor liegt, der größten Stadt der Casamance.
Im Unterlauf, von Kandiadiou und Diaroume bis zur Mündung, macht sich auf einer Länge von 80 Kilometer die Gezeitenströmung und die Vermischung von Salz- und Süßwasser bemerkbar. Hier ist das Flussbett auf teilweise 500 bis 1000 Meter Breite ausgewaschen. Die Uferzone wird von einem Mangrovensystem begleitet, das vor der Mündung eine Breite von durchweg 4000 Meter hat.

## Verkehr
Im Bereich der Gezeitenströmung kann der Soungrougrou von Schiffen und Booten befahren werden. In diesem Stromabschnitt gab es bis 2022 keine Brücken. Der Fluss konnte nur mit Fähren überquert werden. Die wichtigste von ihnen, der Bac de Marsassoum verband Marsassoum am Ostufer mit Bignona und Ziguinchor im Westen. Der Strom ist hier 460 Meter breit, wobei die Straße am Westufer noch eineinhalb Kilometer weit durch amphibisches Mangrovengebiet führt. Einen Brückenschlag von überregionaler Bedeutung gab es bis 2022 nur bei Kandiadiou und Diaroume in der Region Sédhiou, wo ein 900 Meter langer Brückendamm Sédhiou im Süden über die Transitroute der Transgambienne mit der Hauptstadt Dakar im Norden verbindet. Am 17. Januar 2022 wurde schließlich der Pont de Marsassoum als mautpflichtige Brücke zum Ersatz der dortigen störanfällig gewordenen Fährverbindung dem Verkehr übergeben.